# Campania
Campania – miasto w Australii, na Tasmanii.